# Shashalee Forbes
Shashalee Forbes (10 de maio de 1996) é uma velocista jamaicana, medalhista olímpica.

## Carreira
Sashalee Forbes competiu na Rio 2016, conquistando a medalha de prata no revezamento 4x100m, correndo apenas a bateria eliminatória. 